# 朗方海崖
朗方海崖（英語：Lenfant Bluff），是南極洲的海崖，位於維多利亞地的彭內爾海岸，處於斯文德森冰川終點南面，屬於烏薩爾普山脈的一部分，美國地質調查局根據測量和該國海軍的空中照片繪入地圖，現時由南極條約體系管理。

## 外部連結
. . United States Geological Survey.   [2013-06-11].
70°22′S 160°3′E / 70.367°S 160.050°E